# Équipe de République dominicaine masculine de basket-ball
Cet article traite de l'équipe masculine. Pour l'équipe féminine, voir Équipe de République dominicaine féminine de basket-ball.
Maillots
L'équipe de République dominicaine de basket-ball est la sélection des meilleurs joueurs dominicains de basket-ball. Elle est placée sous l'égide de la Fédération de République dominicaine de basket-ball.
En 2011, la sélection, entraînée par John Calipari, obtient la première médaille de son histoire au Championnat des Amériques (bronze).
Au tournoi préolympique de Caracas en 2012, elle échoue pour la dernière place qualificative pour les Jeux de Londres, lors de la petite finale. En 2014, elle participe à la Coupe du Monde FIBA pour la seconde fois seulement de son histoire.

## Parcours aux Jeux olympiques

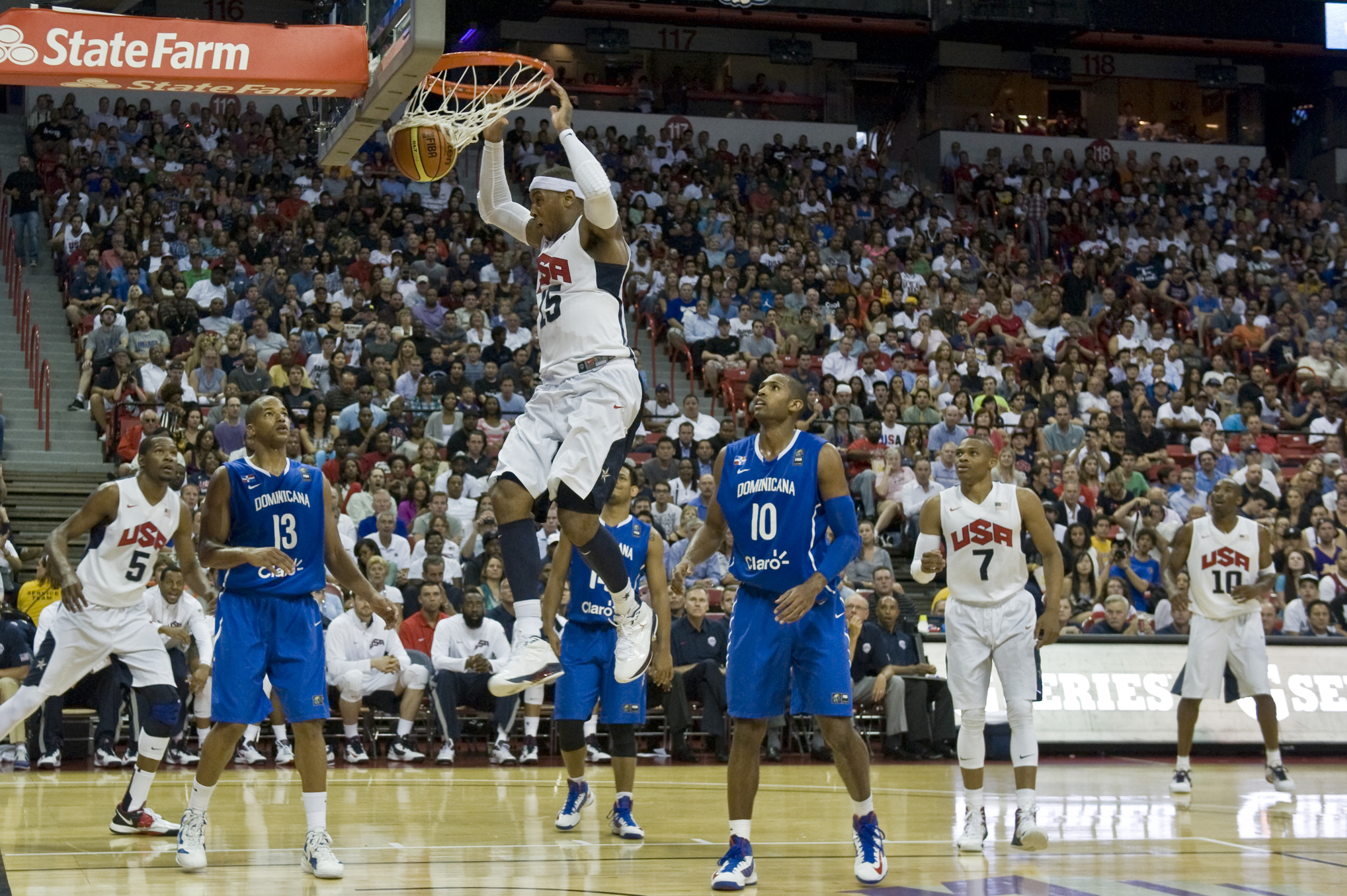
L'équipe nationale (en bleu) lors d'une rencontre d'exhibition contre les États-Unis en 2012

- 1936 : -
- 1948 : -
- 1952 : -
- 1956 : -
- 1960 : -
- 1964 : -
- 1968 : -
- 1972 : -
- 1976 : -
- 1980 : -
- 1984 : -
- 1988 : -
- 1992 : -
- 1996 : -
- 2000 : -
- 2004 : -
- 2008 : -
- 2012 : -

## Parcours aux Championnats du Monde
- 1950 : -
- 1954 : -
- 1959 : -
- 1963 : -
- 1967 : -
- 1970 : -
- 1974 : -
- 1978 : 12e
- 1982 : -
- 1986 : -
- 1990 : -
- 1994 : -
- 1998 : -
- 2002 : -
- 2006 : -
- 2010 : -
- 2014 : 13e
- 2019 : 16e
- 2023 : 14e

## Parcours en Championnat des Amériques
- 1980 : -
- 1984 : 9e
- 1988 : -
- 1989 : 6e
- 1992 : -
- 1993 : 9e
- 1995 : 7e
- 1997 : 9e
- 1999 : 7e
- 2001 : -
- 2003 : 8e
- 2005 : 6e
- 2007 : -
- 2009 : 5e
- 2011 :
- 2013 : 4e
- 2015 : 6e
- 2017 : 7e

## Parcours au Centrobasket
- 1965 : -
- 1967 : -
- 1969 : 5e
- 1971 : 5e
- 1973 : 5e
- 1975 : 4e
- 1977 :
- 1981 : 5e
- 1985 : 6e
- 1987 : 4e
- 1989 : 5e
- 1991 : -
- 1993 : 4e
- 1995 :
- 1997 :
- 1999 :
- 2001 : 5e
- 2003 :
- 2004 :
- 2006 : 5e
- 2008 :
- 2010 :
- 2012 :

## Équipe actuelle
Effectif lors de la Coupe du monde de la FIBA 2019.
| Numéro | Joueur            | Poste | Naissance        | Taille | Club 2018-2019                      |
| ------ | ----------------- | ----- | ---------------- | ------ | ----------------------------------- |
| 1      | Dagoberto Peña    | 3     | 14 juin 1988     | 1,98 m | BC Pieno žvaigždės                  |
| 2      | Rigoberto Mendoza | 2     | 6 juillet 1992   | 1,90 m | Capitanes de Arecibo                |
| 5      | Víctor Liz        | 2     | 12 mai 1986      | 1,88 m | Leones de Ponce                     |
| 7      | Sadiel Rojas      | 2/3   | 16 juillet 1989  | 1,93 m | CB Murcie                           |
| 9      | Juan Miguel Suero | 2/3   | 11 mai 1993      | 1,91 m | Indios de Mayagüez                  |
| 11     | Eloy Vargas       | 5     | 30 décembre 1988 | 2,10 m | Gimnasia Esgrima Comodoro Rivadavia |
| 13     | Eulis Báez        | 4     | 18 mars 1982     | 1,98 m | CB Gran Canaria                     |
| 14     | Ronald Ramón      | 1/2   | 14 janvier 1986  | 1,82 m | Mauricio Baez BC                    |
| 24     | Gelvis Solano     | 1/2   | 1er juin 1994    | 1,85 m | Ciclista Olímpico                   |
| 33     | Ronald Roberts    | 4/5   | 5 août 1991      | 2,03 m | Science City Iéna                   |
| 41     | Juan José García  | 4     | 22 avril 1989    | 2,01 m | AB Castelló                         |
| 44     | Luis Montero      | 2/3   | 6 avril 1993     | 2,01 m | Capitanes de Arecibo                |

## Joueurs marquants

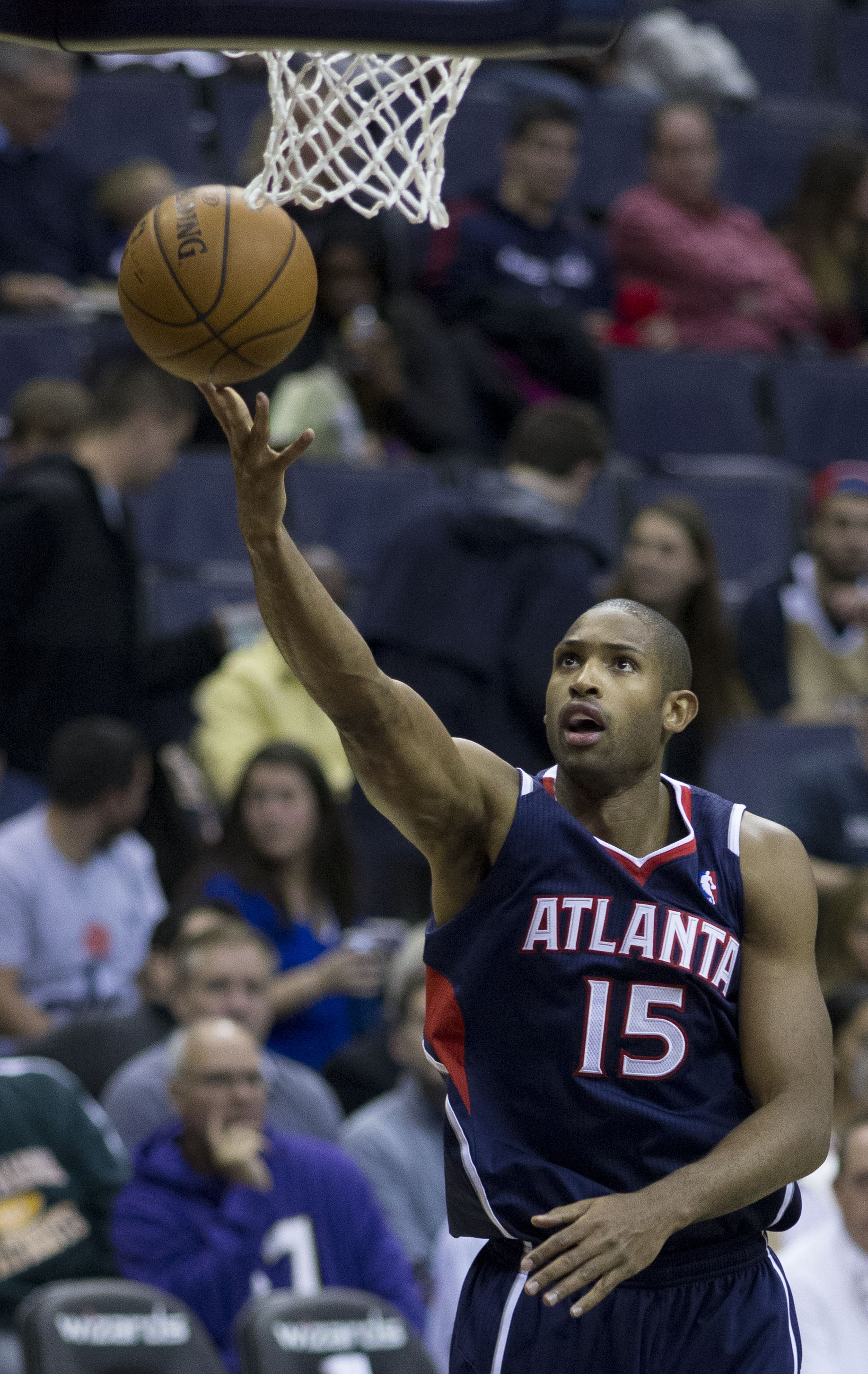
Al Horford sous le maillot des Atlanta Hawks.

- Luis Flores
- Francisco García
- Jeff Greer
- Ricardo Greer
- Al Horford
- James Feldeine
- Ivan Almonte
- Jack Michael Martínez
- Edgar Sosa
- Karl-Anthony Towns
- José Vargas
- Charlie Villanueva
- Franklin Western